# 小尖胸藤壶科
小尖胸藤壶科（学名：Trypetesidae）为无肛目的一个科。

## 下级分类
本科包括以下属：
- Tomlinsonia Turquier, 1985
- 小尖胸藤壶属 Trypetesa Norman, 1903